# George Holding

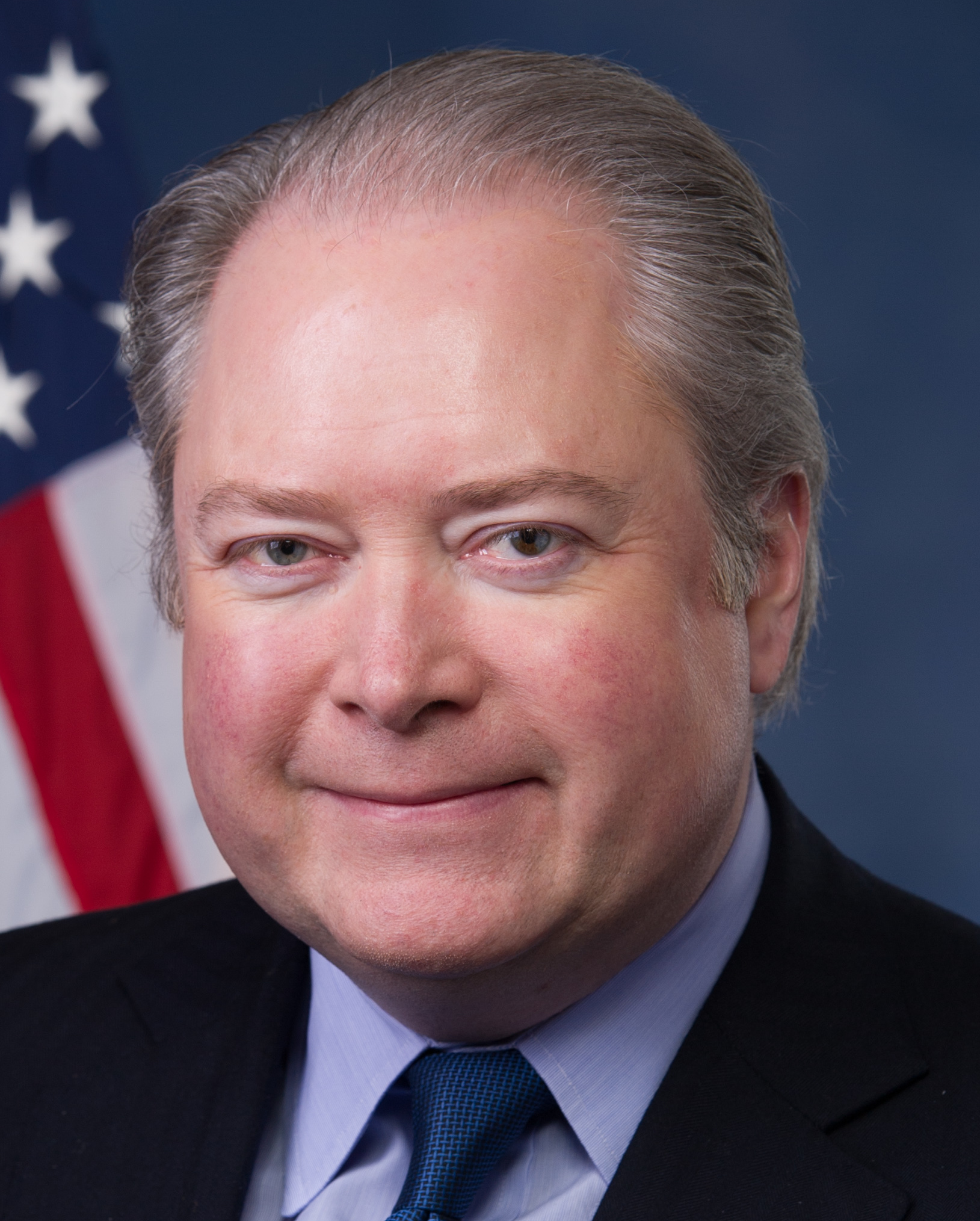
George Holding

George E. B. Holding (* 17. April 1968 in Raleigh, North Carolina) ist ein US-amerikanischer Jurist und Politiker. Von 2013 bis 2021 vertrat er den Bundesstaat North Carolina im US-Repräsentantenhaus.

## Werdegang
George Holding absolvierte die Wake Forest University in Winston-Salem. Nach einem anschließenden Jurastudium an derselben Universität und seiner 1996 erfolgten Zulassung als Rechtsanwalt begann er in einer Kanzlei in diesem Beruf zu praktizieren. Im Jahr 1998 gab er diese Tätigkeit wieder auf und fungierte als juristischer Berater im Stab von US-Senator Jesse Helms. In den Jahren 2001 und 2002 war er wieder als Rechtsanwalt in einer Kanzlei in Raleigh beschäftigt. Danach arbeitete er von 2002 bis 2011 für die Bundesstaatsanwaltschaft. Bis 2006 war er stellvertretender und danach eigentlicher Bundesstaatsanwalt für den östlichen Distrikt des Staates North Carolina. Politisch schloss er sich der Republikanischen Partei an.
Bei den Kongresswahlen des Jahres 2012 wurde Holding im 13. Wahlbezirk von North Carolina mit 57 Prozent der Wählerstimmen gegen den Demokraten Charles Malone in das US-Repräsentantenhaus in Washington, D.C. gewählt, wo er am 3. Januar 2013 die Nachfolge des nicht mehr kandidierenden Brad Miller antrat. Nach einer Wiederwahl im Jahr 2014 trat er am 3. Januar 2015 eine weitere zweijährige Amtszeit als Kongressabgeordneter an. Da sein Wahlbezirk im Zuge einer Umstrukturierung vor der Wahl im November 2016 aufgelöst wurde, trat er in der parteiinternen Vorwahl gegen die Amtsinhaberin des 2. Kongresswahlbezirks von North Carolina, Renee Ellmers, an. Er besiegte sie und einen Vertreter der Tea-Party-Bewegung. Bei der allgemeinen Wahl traf er auf den Demokraten John P. McNeil, einen Rechtsanwalt aus Raleigh. Die Wahl entschied Holding für sich, der damit eine weitere zweijährige Amtszeit im Kongress antreten konnte. Auch in den Jahren 2016 und 2018 gelang ihm die Wiederwahl. 2020 trat er nicht erneut an, in seinem Kongresswahlbezirk wurde Deborah Ross von der Demokratischen Partei zu seiner Nachfolgerin gewählt. Holdings Amtszeit endete am 3. Januar 2021.
George Holding ist verheiratet und Vater von vier Kindern.